# Zerqan
Zerqan là một xã trong quận Bulqizë thuộc hạt Dibër, Albania. Dân số năm 2005 là 6174 người.